# Rosetta (decorazione)

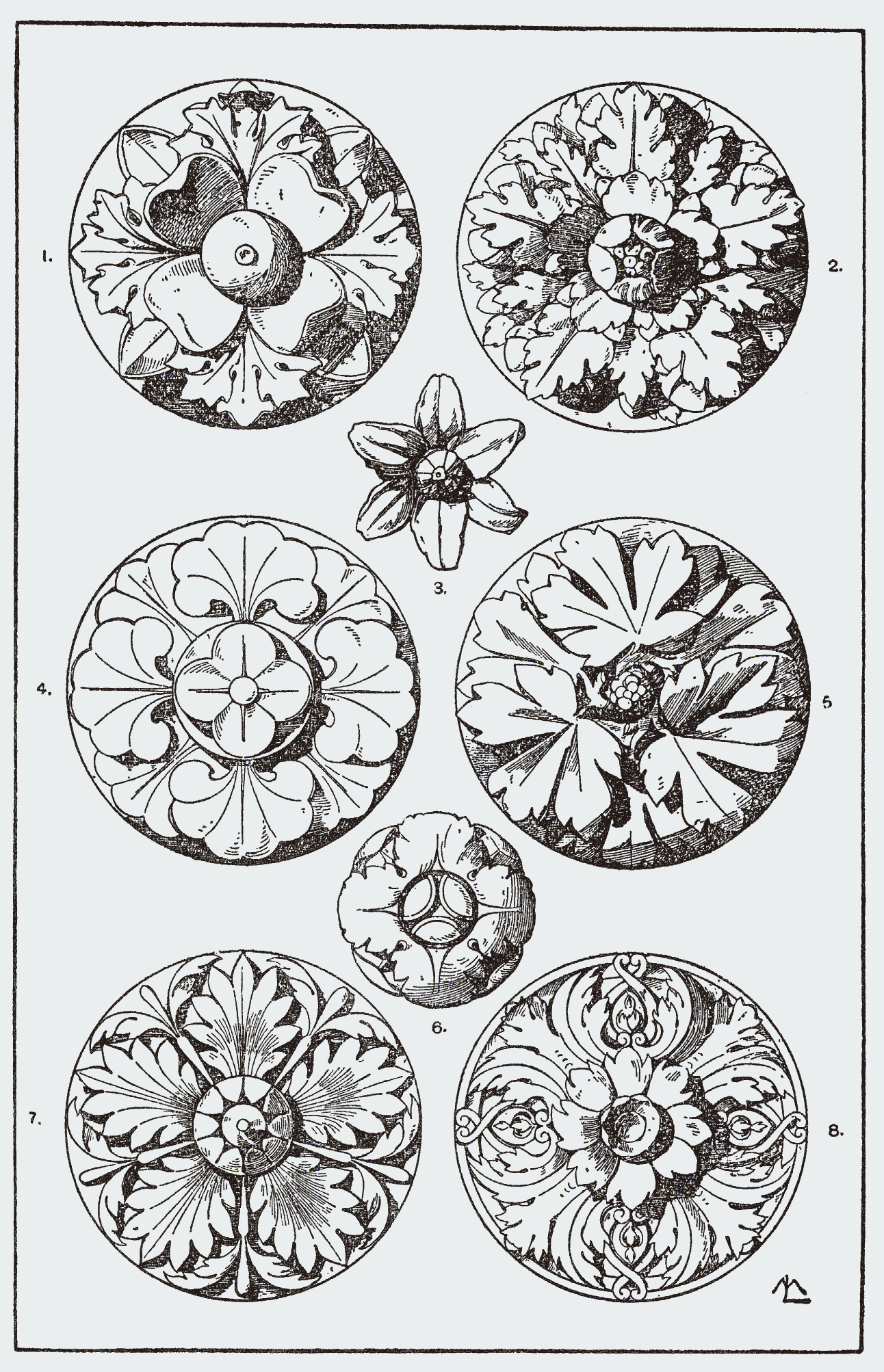
Disegni di rosette tratti dallHandbook of Ornament di Franz Sales Meyer

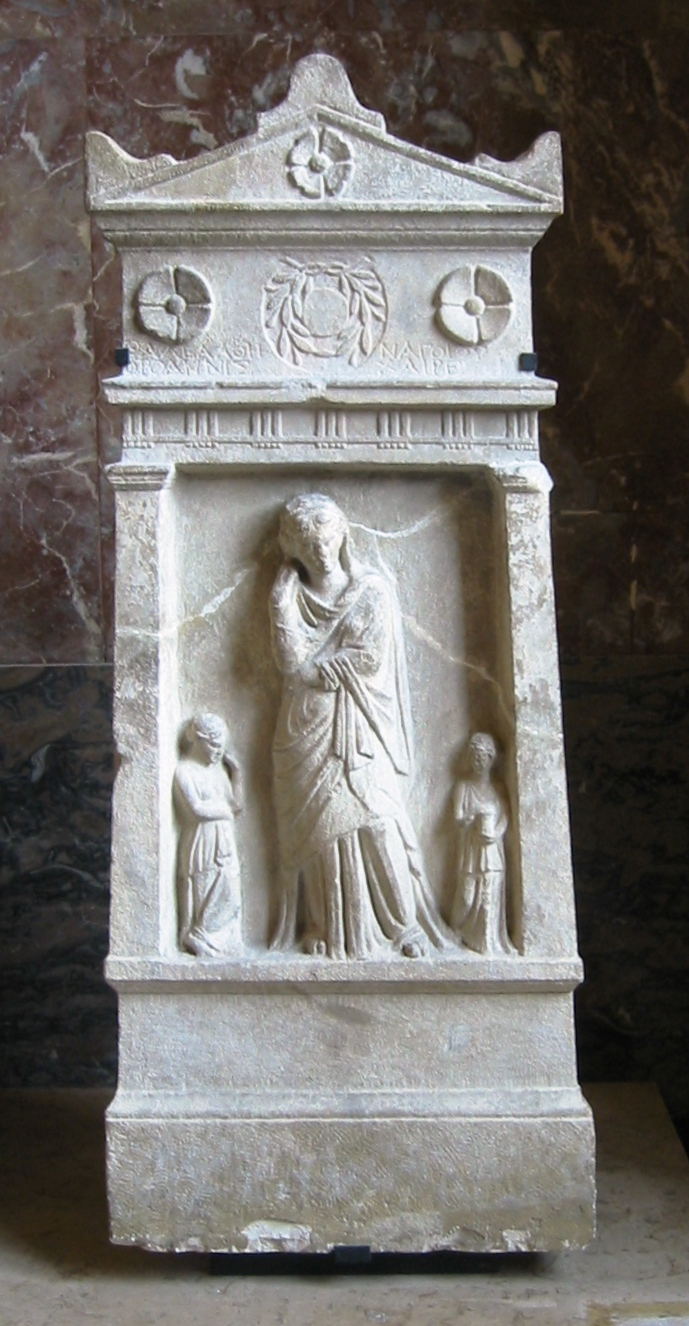
Stele funeraria Thalea, decorata con tre disegni di rosette. Smirne, oggi Izmir, Turchia. Opera ellenistica datata approssimativamente nel 150 a.C.

Una rosetta è un motivo ornamentale costituito da un fiore stilizzato, usato molto nell'antichità in opere scolpite, comparso in Mesopotamia e utilizzato nelle stele funerarie nell'antica Grecia.
Esso fu adottato nell'architettura romanica e in quella rinascimentale ed è anche comune nell'arte dell'Asia centrale, diffusasi poi fino in India dove è utilizzata come motivo decorativo nell'arte greco-buddhista.
La rosetta prende il nome dalla forma naturale botanica di piccole rose, formate da foglie che si aprono a raggiera dallo stelo di una pianta e visibili anche quando il fiore è appassito. Il motivo floreale formalizzato è spesso inciso su pietra o legno per creare un ornamento per opere di architettura e mobili, ma è anche utilizzato nella lavorazione dei metalli, nel disegno di gioielli e nelle arti applicate per formare bordi decorativi o alle intersezioni fra materiali diversi.
Rosette vengono anche utilizzate come elemento decorativo o anche costitutivo di decorazioni militari ufficiali in vari paesi.
Rosette sono utilizzate per decorare strumenti musicali, come quelle attorno ai fori di una chitarra.

## Origini
Una delle prime comparse delle rosette nell'arte antica ebbe luogo all'inizio del quarto millennio a.C. nell'antico Egitto Un altro caso di rosette nell'antichità è quello derivante dalla civiltà minoica: ad esempio il decoro con rosette si trova sul famoso Disco di Festo, ritrovato nel sito archeologico di Festo, nella zona meridionale dell'isola di Creta

## Immagini di decorazioni a rosetta

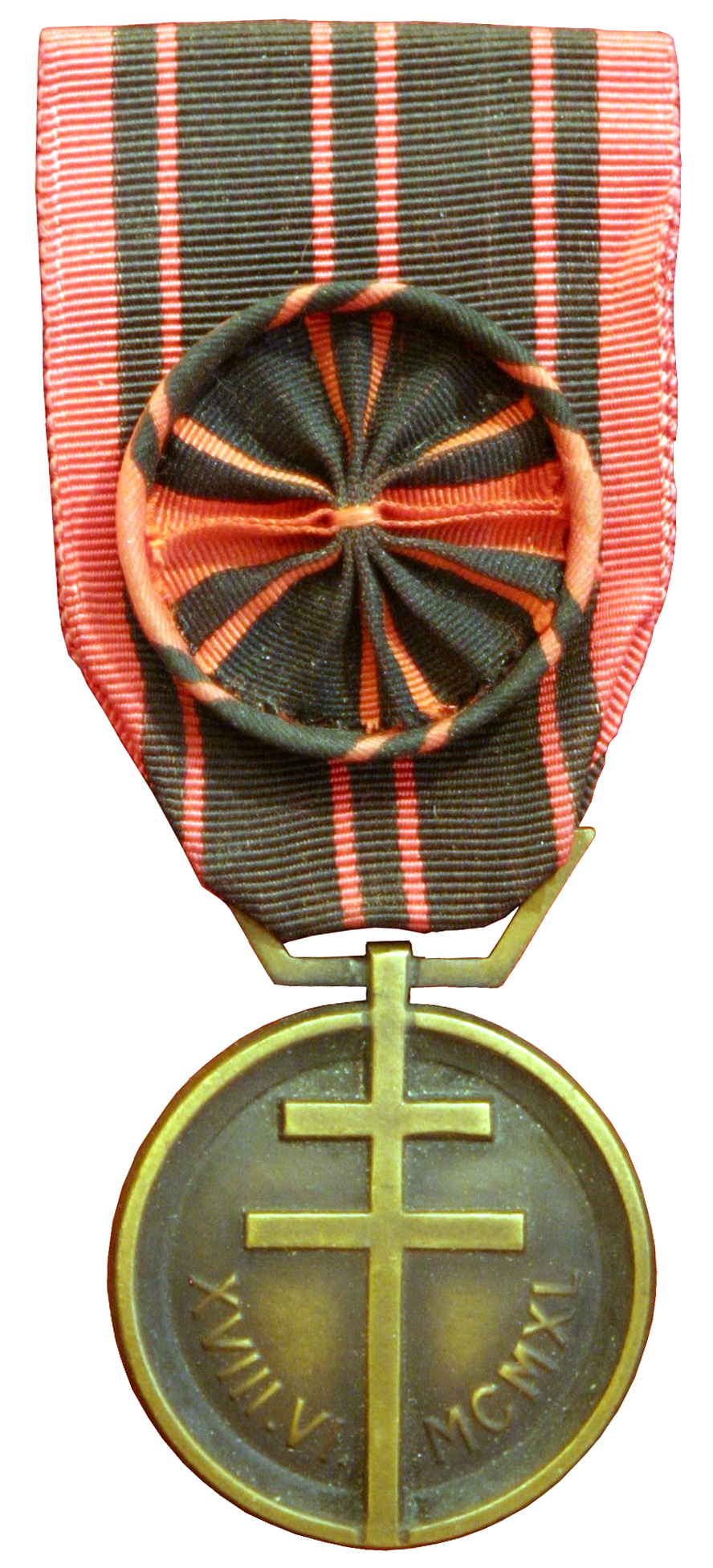
Medaglia francese della resistenza: il nastro cui è appesa la medaglia è decorato con una rosetta centrale
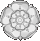
Rosetta d'argento, che può essere aggiunta al nastro di numerose decorazioni militari britanniche
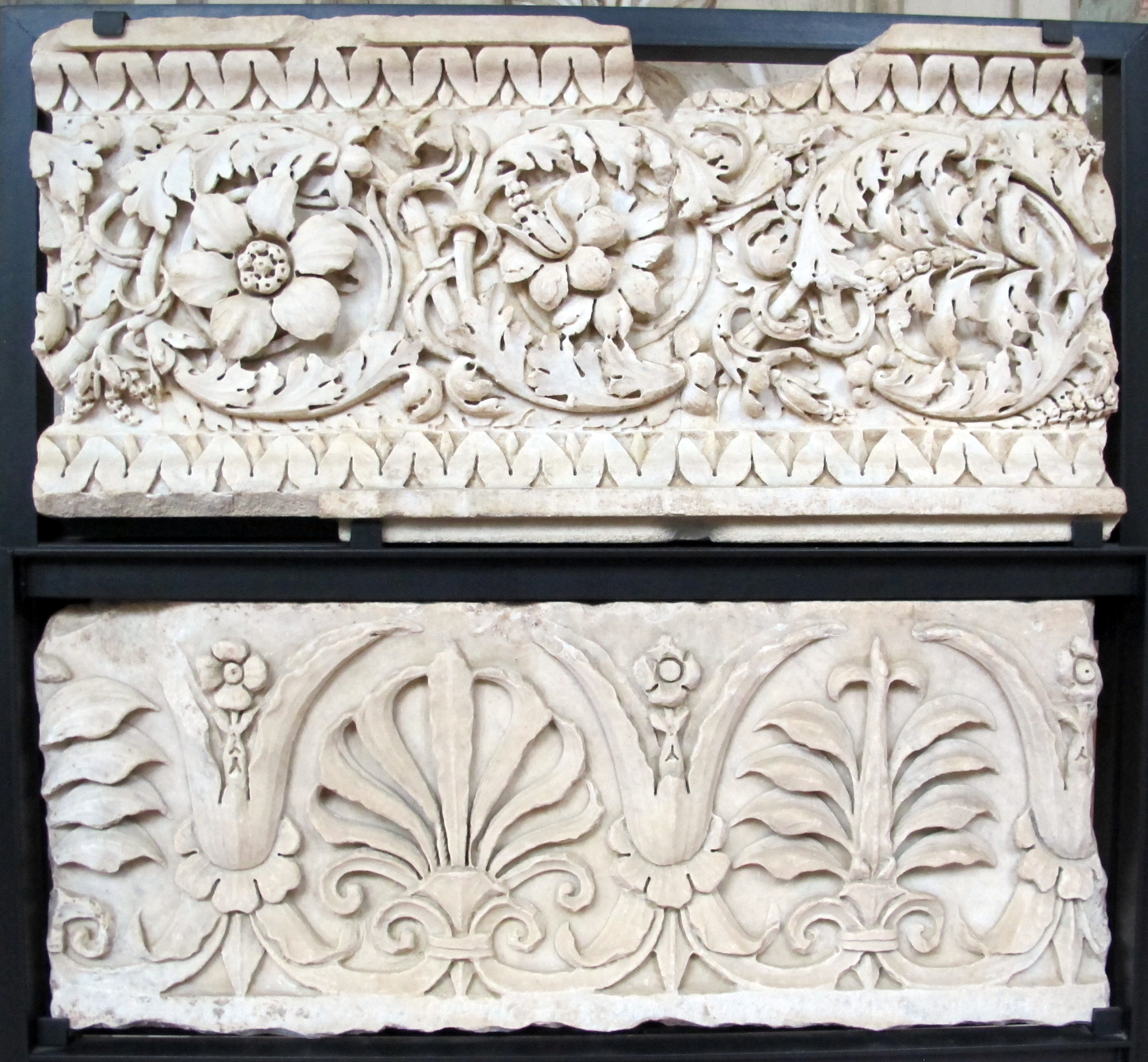
Villa medicea di Cerreto Guidi, frammento di fregio. racemo che comprende in alto delle rose
Simbolo detto di « rosetta » sul disco di Festo, datato tra il 2100 e il 1100 a.C.
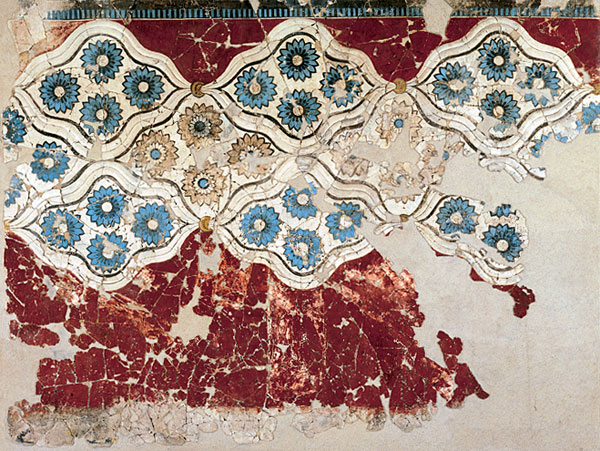
Rosette dipinte (Akrotiri, isola di Santorini, Grecia, 1500 a.C. circa)
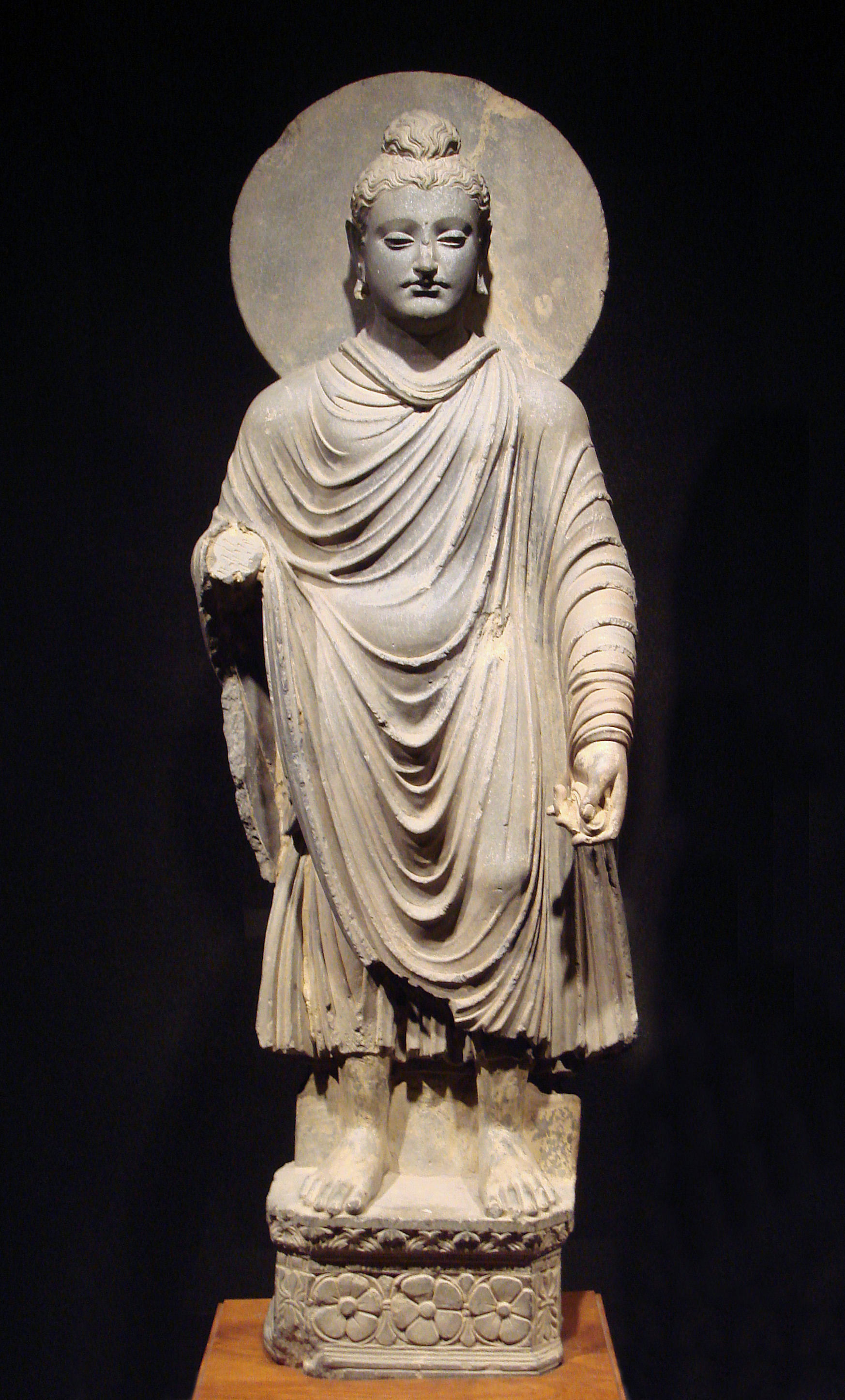
Statua di Buddha ornata di rosette, arte arte greco-buddhista del Gandhāra, I secolo circa
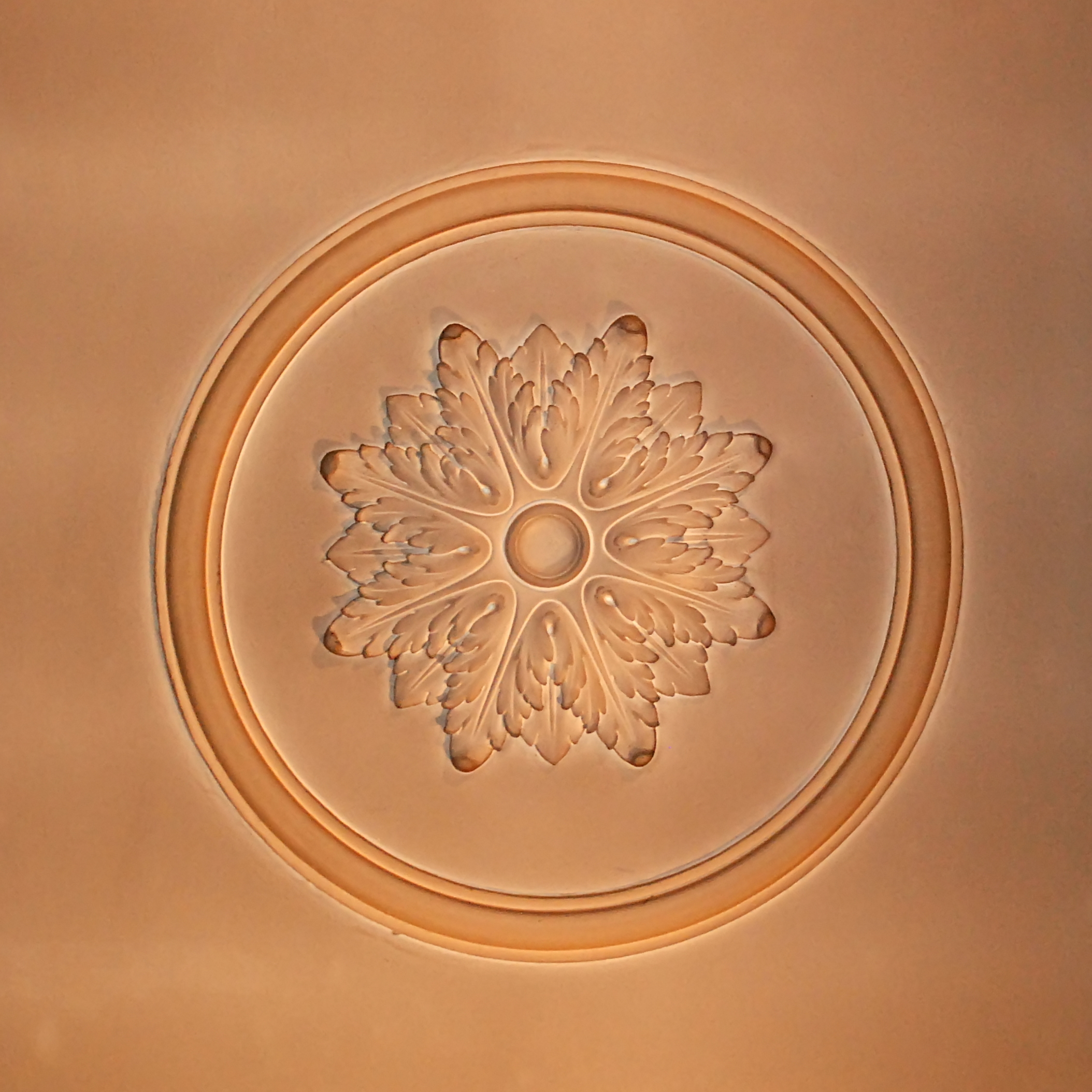
Rosetta in stucco del soffitto della chiesa di Saint-Rémy d'Ottignies